# Équipe de Tchécoslovaquie féminine de football
Maillots
L'équipe de Tchécoslovaquie féminine de football est l'équipe nationale qui représente la Tchécoslovaquie dans les compétitions internationales de football féminin. Elle disparaît en 1992 en raison de la dissolution de la Tchécoslovaquie.

## Histoire
L'équipe joue plusieurs fois des matchs amicaux contre l'Italie durant les années 1970. Les Tchécoslovaques sont conviées à la Coupe du monde 1970, premier tournoi mondial féminin (non officiel), mais déclarent finalement forfait.
La FIFA organise un tournoi amical sur invitation en 1988 se déroulant en Chine : la Tchécoslovaquie termine troisième de son groupe composé de la Suède, des États-Unis et du Japon.
La Tchécoslovaquie est éliminée par l'Allemagne de l'Ouest en quart de finale du Championnat d'Europe de football féminin 1989.
Les Tchécoslovaques sont éliminées en phase préliminaire du Championnat d'Europe de football féminin 1991, jouant notamment dans une poule où se trouvent l'Allemagne, la Hongrie et la Bulgarie. Lors des éliminatoires du Championnat d'Europe de football féminin 1993, elles terminent deuxièmes d'un groupe de trois, derrière l'Italie, seule qualifiée, mais devant la Pologne. Ces matchs de qualification joués en 1992 sont les derniers de la Tchécoslovaquie en football féminin.